# Ланча Каппа (1919)
Ланча Каппа (на италиански: Lancia Kappa) е италиански автомобил, произвеждан между 1919 и 1922 г.

## История
Автомобилът е наследник на Ланча Тета. Мощността на двигателя е от 70 конски сили.